# Challenger de Banja Luka 2013
El Banja Luka Challenger 2013 fue un torneo de tenis profesional que se jugó en pistas de tierra batida. Se trató de la 12.ª edición del torneo que forma parte del ATP Challenger Tour 2013. Tuvo lugar en Bania Luka, Bosnia y Herzegovina entre el 7 de septiembre y el 15 de septiembre de 2013.

## Jugadores participantes del cuadro de individuales

### Cabezas de serie
| País                       | Jugador              | Ranking1 | Favorito | Posición en el torneo |
| -------------------------- | -------------------- | -------- | -------- | --------------------- |
| Bandera de Italia          | Filippo Volandri     | 101      | 1        | Semifinales           |
| Bandera de Eslovenia       | Aljaž Bedene         | 106      | 2        | CAMPEÓN               |
| Bandera de Alemania        | Julian Reister       | 117      | 3        | Segunda ronda         |
| Bandera de Argentina       | Diego Schwartzman    | 133      | 4        | FINAL                 |
| Bandera de Ucrania         | Oleksandr Nedovyesov | 153      | 5        | Cuartos de final      |
| Bandera de Alemania        | Simon Greul          | 161      | 6        | Primera ronda, retiro |
| Bandera de República Checa | Jan Mertl            | 177      | 7        | Cuartos de final      |
| Bandera de Italia          | Marco Cecchinato     | 186      | 8        | Primera ronda, retiro |

- 1 Se ha tomado en cuenta el ranking del día 26 de agosto de 2013.

### Otros participantes
Los siguientes jugadores recibieron una invitación (wild card), por lo tanto ingresan directamente al cuadro principal:
- Laslo Djere
- Djordje Djokovic
- Pedja Krstin
- Mike Urbanija

Los siguientes jugadores ingresan al cuadro principal tras disputar el cuadro clasificatorio:
- Marin Bradaric
- Piotr Gadomski
- Ante Pavić
- Danilo Petrovic

## Campeones

### Individual Masculino
- Aljaž Bedene derrotó en la final a  Diego Schwartzman, 6-3, 6-4

### Dobles Masculino
- Marin Draganja /  Nikola Mektić derrotaron en la final a  Dominik Meffert /  Oleksandr Nedovyesov 6-4, 3-6, [10-6]